# Amtsbezirk Karmėlava

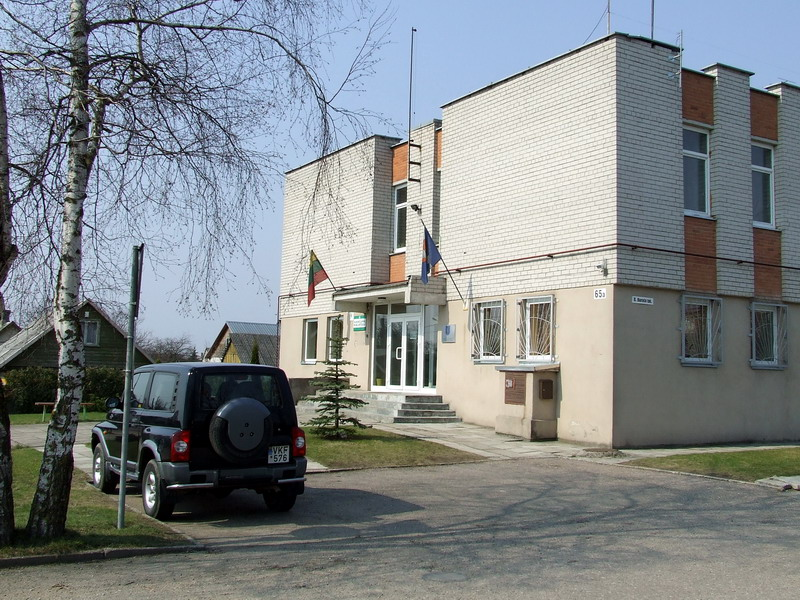
Gebäude der Verwaltung, der Bibliothek und der Polizei

Der Amtsbezirk Karmėlava (lit. Karmėlavos seniūnija) ist ein Amtsbezirk im Nordosten der Rajongemeinde Kaunas in Litauen mit 7250 Einwohnern (Stand 2021). Die Verwaltung befindet sich im  Städtchen Karmėlava. Im Amtsbezirk gibt es 13 Dörfer. 2001 lebten 5557 Einwohner.
Es gibt die Försterei Karmėlava (Karmėlavos girininkija).

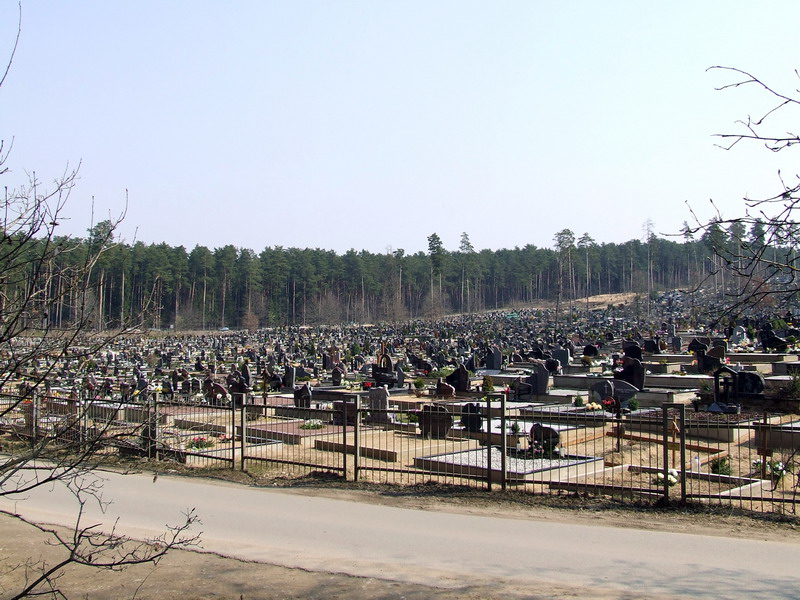
Friedhof von Karmėlava

Bemerkenswert ist der 1985 eröffnete Friedhof Karmėlava, der eine Fläche von über 80 ha einnimmt. Jährlich finden etwa 1000 Beisetzungen statt.

## Gliederung
(Einwohnerzahl 2011 in Klammern):
- Biruliškės (170)
- Karmėlava (1395)
- Karmėlava II (1585)
- Kaukazas (41)
- Margava (83)
- Martinava (97)
- Narėpai (146)
- Naujasodis (387)
- Peleniai (82)
- Ramučiai (2372)
- Rykštynė (150)
- Sergeičikai I (29)
- Sergeičikai II (58)
- Vaistariškiai (19)

## Leitung
- 2006–2009: Juozas Mozeris
- 2009–?: Henrikas Petrusevičius
- Violeta Armolaitienė (Stand 2022)